# Апий Клавдий Пулхер (консул 79 пр.н.е.)
Вижте пояснителната страница за други личности с името Апий Клавдий Пулхер.
Апий Клавдий Пулхер (на латински: Appius Claudius Pulcher; * 125 пр.н.е.; † 76 пр.н.е. e политик на късната Римска република.

## Биография
Клодий е от клона Пулхри (от латински: pulcher– „красив“) на патрицианската фамилия Клавдии. Син е на Апий Клавдий Пулхер (консул в 143 година пр.н.е.) и Антисция. Брат е на Клавдия – жена на прочутия народен трибун от 133 година пр.н.е. Тиберий Гракх и на Клавдия – весталка.
През 99 година пр.н.е. той е квестор и в 89 или 88 пр.н.е. претор. Привърженик е на Сула и през 88 година пр.н.е. e изгонен от Гай Марий. Когато Луций Корнелий Цина умира в 84 година пр.н.е., той се връща обратно. През 79 година пр.н.е. е избран за консул заедно с Публий Сервилий Вация Исаврик. 
Управител е на Македония от 78 година пр.н.е. до 76 година пр.н.е. След победата му против тракийското племе скордиски се разболява и умира.

## Фамилия
Жени се за Цецилия Метела Балеарика Младша (* 125 пр.н.е.), дъщеря на Квинт Цецилий Метел Балеарик. Баща е на:
- Апий Клавдий Пулхер (консул 54 пр.н.е.)
- Гай Клавдий Пулхер (претор 56 пр.н.е.)
- Публий Клодий Пулхер (народен трибун 58 пр.н.е.)
- на три дъщери с името Клавдия или Клодия (Прима, Секунда и Терция).